# أشواق وأشواك (مسلسل)
أشواق وأشواك مسلسل درامي يمني عرض في رمضان 2009م - 1430هـ على قناة اليمن الفضائية، المسلسل من  إخراج عبد العزيز الحرازي وقصة يسرى عباس وسيناريو وحوار عبدالسلام أحمد الأكوع وإنتاج المؤسسة اليمنية للفنون والتراث.

## قصة المسلسل
تتحدث قصته عن حميدة التي قتلت زوجها بالسم بتحريض من أخيها ليستولوا على أمواله التي ورثها من زوجته المتوفية، وتحرم ابن زوجها من حقه، تشعر أن أخاها يشكل خطراً عليها، فتقوم بإلقائه بالسجن بطريقة ما كي تبقى الأموال ملك يديها، ولا يقاسمها بها أحد، ولكن لكل ظالم نهاية.

## الممثلون
- نوال عاطف في دور حميدة.

- نبيل حزام في دور محمد ابن زوج حميدة.

- سحر الأصبحي في دور نورية زوجة قاسم.

- نشوان الحرازي في دور برهان زوج بدرية.

- فؤاد الكهالي في دور قاسم ابن حميدة الأكبر وأخو محمد.

- عصام القديمي في دور ناصر ابن حميدة الأصغر وأخو محمد.

- منى الأصبحي في دور بدرية بنت حميدة وأخت محمد.

- أماني الذماري في دور سماح بنت بدرية وبرهان.

- عذاري الكيلاني في دور أحلام بنت محمد.

- محمد علي قاسم في دور الحاج مرشد صديق محمد وجاره.

- عبد الكريم المتوكل في دور حامد عم محمد.

- منى علي في دور فوزية زوجة ناصر.

- إبراهيم شرف في دور حسان جار محمد.

- شفيقة الآنسي في دور أمينة زوجة حسان.

- خالد مشوار في دور منصور أخو حميدة.

- فاطمة الخالدي في دور مريم زوجة محمد.

- إبراهيم الزبلي في دور سامي ابن قاسم.

- عادل سمنان في دور مبخوت ابن أخت حميدة.

- سما أحمد في دور ياسمين بنت قاسم.

- أحمد المعمري في دور أحمد ابن محمد.

- كريمة فتحي في دور صديقة مريم.

- أحلام علي في دور بنت صديقة مريم.

- علي جياش في دور والد محمد وزوج حميدة.